# Drapeau Villa de Avilés
Le Drapeau Villa de Avilés est une compétition d'aviron (Traînières) qui a eu lieu pour la première fois en 1995 à Avilés (Asturies).

## Histoire
Pendant les années 1950, 1960 et 1970, le Club de Avilés a organisé les compétitions qui ont eu lieu dans la ville, comme les Championnats d'Espagne de batels et de trainerillas. Avec le concours de la Fédération asturienne d'aviron le club a organisé le Drapeau de traînières.

## Palmarès
| Édition | Année | Vainqueur      | Second    | Troisième      |
| I       | 1995  | Santiagotarrak | Castro    | Fortuna        |
| II      | 1996  | Kaiku          | Castropol | Santiagotarrak |

### Sources
- (es) Cet article est partiellement ou en totalité issu de l’article de Wikipédia en espagnol intitulé « Bandera Villa de Avilés » (voir la liste des auteurs).